# دنیل بیلی
دنیل بیلی (انگلیسی: Daniel Bailey؛ زادهٔ ۹ سپتامبر ۱۹۸۶) دونده دو سرعت اهل آنتیگوآ و باربودا است.
وی تاکنون در مسابقات بین‌المللی توانسته‌است ۳ مدال نقره و ۱ مدال برنز کسب کند.